# Port lotniczy Katsina
Port lotniczy Katsina – port lotniczy położony 4 km od centrum Katsiny, w stanie Katsina, w Nigerii.

## Linie lotnicze i połączenia
| Linia Lotnicza | Kierunek           |
| -------------- | ------------------ |
| Max Air        | 1. Abudża 2. Lagos |
| Rano Air       | 1. Abudża          |